# Кущевська Ніна Федорівна
Кущевська Ніна Федорівна (нар.3 жовтня 1947, м. Козятин , Вінницька область) — радянська та українська вчена-хімік, доктор технічних наук та професор (2004)..

## Біографія
У 1970 р. Кущевська Ніна Федорівна закінчила Київський університет. З 1970 р. до 1975 р. працювала Києві в Інституті загальної та неорганічної хімії АН УРСР; з 1975 р. – в Інституті колоїдної хімії та хімії води НАН України. З 2004 р. очолює відділ аналітичної хімії.

## Наукові дослідження
Основні наукові дослідження – розроблення новітніх технологій одержання нанорозмірних порошків металів Fe, Cu, Zn, Ag, Au, Pt, Pd із заданими фізико-хімічними та медико-біологічними параметрами для створення препаратів біомедичного призначення; ефективні методи контролю об’єктів довкілля.

## Основні наукові праці
- Наноразмерные порошки ферромагнетиков, полученные термохимическим способом и возможные пути их биомедицинского применения // ПорМ. 2006. № 7/8;
- Магнитные и хемосорбционные свойства наноком¬позиционных порошков на основе железа, полученных термохимическим способом // Наноструктур. материаловедение. 2008. № 2–4; *Влияние нанокомпозиционного ферромагнетика на некоторые биологические процессы в организме // Там само. 2009. № 1;
- Контроль якості питної води. Нові дер¬жавні стандарти для визначення токсикологічних показників // Стандартизація, сертифікація, якість. 2010. № 5 (співавт.).